# Salganea
Salganea es un género de cucarachas, insectos de la familia Blaberidae.

## Especies
- Salganea aequaliterspinosa
- Salganea amboinica
- Salganea aperturifera
- Salganea biglumis
- Salganea cavagnaroi
- Salganea coheni
- Salganea doesburgi
- Salganea duffelsi
- Salganea erythronota
- Salganea esakii
- Salganea evansi
- Salganea foveolata
- Salganea fruhstorferi
- Salganea gressitti
- Salganea guentheri
- Salganea hebardi
- Salganea humeralis
- Salganea inaequaliterspinosa
- Salganea incerta
- Salganea indica
- Salganea kodaikanalensis
- Salganea lunifera
- Salganea mandelsi
- Salganea matsumotoi
- Salganea morio
- Salganea nalepae
- Salganea nigrita
- Salganea obtusespinosa
- Salganea ovalis
- Salganea papua
- Salganea passaloides
- Salganea perssoni
- Salganea princisi
- Salganea raggei
- Salganea rectangularis
- Salganea rehni
- Salganea rentzi
- Salganea rossi
- Salganea rufipes
- Salganea rugulata
- Salganea shelfordi
- Salganea sutteri
- Salganea taiwanensis
- Salganea taylori
- Salganea ternatensis
- Salganea triangulifera
- Salganea wrayi